# Stilbus sternosetosus
Stilbus sternosetosus is een keversoort uit de familie glanzende bloemkevers (Phalacridae). De wetenschappelijke naam van de soort werd in 1998 gepubliceerd door Lyubarsky.